# Айз Седай
Айз Седай (англ. Aes Sedai) — вымышленный орден женщин (в Эпоху Легенд также и мужчин), способных направлять Единую Силу, в серии книг Роберта Джордана «Колесо Времени». Название «Айз Седай», согласно автору, на Древнем Наречии (англ. Old Tongue) означает «слуги всего сущего» или «обладающие Единой Силой». Оно связано с ирландскими названиями Aes Dana и Aes Sidhe «пророк, рассказчик; представители народа фей». Среди Айз Седай господствует строгая дисциплина и секретность. Представительницы Айз Седай в мире «Колеса Времени» зачастую выступают в роли советниц и «серых кардиналов» при королях и королевах. Одной из отличительных черт Айз Седай является безвозрастное лицо, хотя Айз Седай могут жить несколько сотен лет.

## Организация и управление
Центром управления Айз Седай является Белая Башня, располагающаяся в городе Тар Валон. Она имеет огромное влияние по всему миру, за исключением империи Шончан, расположенной на другом континенте. С самого момента основания, Белая Башня играла значительную роль практически в каждом историческом событии. Башня управляется Советом Башни, который состоит из трёх представителей, называемых «Восседающими» от каждой Айя, Престола Амерлин и Хранительницы Летописей. Этот совет создает всю официальную политику Башни.

### Престол Амерлин
Это титул главы Айз Седай. Амерлин избирается пожизненно Советом Башни, он же может и низложить её за несоблюдение закона или превышение полномочий. Амерлин носит палантин с полосками всех семи цветов Айя, тем самым, показывая, что не принадлежит ни одной из них.

Все решения принимаются консенсусом, т. н. Малым Согласием, когда за решение голосует простое большинство членов Совета, и, затем, но не обязательно, Великим Согласием, когда решение поддерживается единогласно. Порядок принятия решений может быть изменён во время военного положения, когда Совет по большинству вопросов подчинён Престолу Амерлин.
Полный титул Престола Амерлин — «Страж Печатей, Пламя Тар Валона, Престол Амерлин».
Список упоминавшихся в романах Престол Амерлин:
- Бонвин Мерайдин (Красная Айя): 939 Г. С. — (?) — Лишена посоха и шали за попытку управлять Артуром Ястребиное Крыло, чтобы впоследствии править всем миром. Она была последняя из Красной Айя, которая была возвышена, пока Элайда до Аврини а`Ройхан не сменила Суан Санчей.
- Диана Ариман (Синяя Айя): 992 Г. С. (?)-1084 Г. С. (?). — Считалась спасительницей Белой Башни[6].
- Эдарна Нореговна (Синяя Айя):64-115 Н. Э. — Считается искуснейшей Амерлин в плетении интриг[6].
- Серения Латар (Серая Айя): 276—306 Н. Э. — Первая из Айз Седай, захваченная Чадами Света.
- Шейн Чунла (Зелёная Айя): 578—601 Н. Э. — Начинала своё правления как одна из сильных Амерлин, но постепенно утратила своё влияние и власть в Башне. Была низложена и отправлена в ссылку. Существовало несколько заговоров, направленных на восстановление Шейн на Престоле, но после четвёртого была задушена охранявшими её Сестрами.
- Герра Кишар (Серая Айя): 601—638 Н. Э. — Одна из величайших Амерлин, при которой влияние и престиж Белой Башни возросли до такой степени, какой редко достигали до войны с Артуром Ястребиное Крыло[7].
- Серейлла Баганд (Белая Айя):866-890 Н. Э. — Одна из величайших Амерлин, славившаяся своей несгибаемой силой воли
- Тамра Оспения (Синяя Айя):973-979 Н. Э. — От Гайтары Моросо узнала, что Дракон возродился и направила на его поиски Сестер. Считается, что она умерла во сне, но, на самом деле, убита Чёрной Айя — Джарной Малари, Галиной Казбан и Чесмал Эмри.
- Сиерин Вайю (Серая Айя): 979—984 Н. Э. — Убита Красными, которых подговорила Чесмал Эмри.
- Суан Санчей (Синяя Айя): 988—999 Н. Э. — Лишена посоха и палантина, и усмирена вместе со своей Хранительницей Летописей, что привело к расколу Башни[8].
- Элайда до Аврини а`Ройхан (Красная Айя): 999—1000 Н. Э. — Амерлин Башни в Тар Валоне. Была захвачена в качестве дамани во время нападения Шончан на Белую Башню[9].
- Эгвейн ал`Вир (без Айя): 999 Н. Э. — Амерлин Башни в Изгнании. В 1000 г Н. Э. Престол Амерлин воссоединившейся Белой Башни[9].

### Хранительница Летописей
Должность в Белой Башне. По значимости в иерархии — вторая после Престола Амерлин. Хранительница Летописей выбирается самой Амерлин, обычно при её собственном возвышении к Престолу, и традиционно из той же самой Айя, но не всегда. Она является доверенным лицом Амерлин, выполняет функции секретаря и наблюдает за официальными делами Башни. Отличительным символом Хранительницы Летописей является палантин цвета её Айя.
Список упоминавшихся в романах Хранительниц Летописей:
- Гайтара Моросо (Голубая Айя) — при Тамре Оспения (973—978 гг. Н. Э.). Обладала Талантом Предсказания.
- Аэлдра Наджаф (Голубая Айя) — при Тамре Оспения (978—979 гг. Н. Э.).
- Духара Басахин (Красная Айя) — при Сайрин Вайю (979—984 гг. Н. Э.). Является Чёрной сестрой.
- Лиане Шариф (Голубая Айя) — при Суан Санчей (988—999 гг. Н. Э.). Усмирена вместе с Амерлин во время бунта в Башне.
- Алвиарин Фрайден (Белая Айя) — при Элайде до Аврини a’Ройхан (999—1000 гг. Н. Э.). Была смещена с должности. Является главой Чёрной Айя.
- Шириам Байанар (Голубая Айя) — при Эгвейн ал’Вир (999—1000 гг. Н. Э.). Является Чёрной сестрой.
- Тарна Фейр (Красная Айя) — при Элайде до Аврини a’Ройхан (1000 г. Н. Э.).
- Сильвиана Брихон (Красная Айя) — при Эгвейн ал’Вир (1000 г. Н. Э.)

### Восседающая
Должность женщины, представляющей свою Айя в Совете Башни. От каждой Айя выбираются три Восседающих. Обычно на эту должность избирается женщина, проносившая шаль достаточно долго и имеющая определенный авторитет в своей Айя. Восседающие отчитываются главе своей Айя за свои действия в Совете. Именно Восседающие избирают Престол Амерлин.

После бунта в Белой Башне противники возвышения Элайды обосновались в Салидаре и собрали свой собственный Совет Башни, т. н. Совет Башни в изгнании.

### Наставница Послушниц
Должность в Белой Башне. Наставница Послушниц отвечает за обучение и воспитание послушниц и принятых, в исключительных случаях для получения наказаний её могут посещать и Айз Седай. Наставницу Послушниц назначает и смещает с должности Престол Амерлин, при этом Айз Седай не покидает свою Айя.
Список упоминавшихся в романах Наставниц Послушниц:
- Мериан Редхилл — при Тамре Оспения (973—978 гг. Н. Э.).
- Амира Моселле — при Сайрин Вайю (979—984 гг. Н. Э.).
- Шириам Байанар — при Суан Санчей (988—999 гг. Н. Э.).
- Сильвиана Брихон — при Элайде до Аврини a’Ройхан (999—1000 гг. Н. Э.).
- Тиана Нозелль — при Эгвейн ал’Вир (999—1000 гг. Н. Э.).
- Кэтрин Алруддин — при Элайде до Аврини a’Ройхан (1000 г. Н. Э.).

## Айя
Все Айз Седай принадлежат к одной из семи Айя (англ. Ajah): Голубой, Серой, Красной, Белой, Жёлтой, Коричневой и Зелёной. Каждая Айя имеет свою главу, причём эта женщина является рядовой Айз Седай. Её личность известна только представителям данной Айя. У каждой Айя есть Айз Седай, которая держит в своих руках «глаза-и-уши» (информаторов и шпионов). Этими осведомителями являются не сами сестры, а обычные люди, которые лояльны только определённой Айя, а в некоторых случаях, только отдельной Айз Седай.

Выбор женщиной Айя происходит на стадии подготовки к финальному испытанию, но многие определяются в выборе ещё до того, как стать послушницей. Символом Айя является шаль с бахромой соответствующего цвета, которую вручают после клятвы на Клятвенном Жезле.

### Красная Айя
Это самая большая Айя. Айз Седай, принадлежащие к ней, разыскивают мужчин, способных направлять Единую Силу, и доставляют их в Башню для укрощения. Красные сёстры отказываются от Уз с любым Стражем, более того, большинство из них ненавидят мужчин. После того, как саидин был очищен от порчи Тёмного и, причины укрощать
мужчин не стало, некоторые красные видят свою цель в связывании Узами и контроле Аша'манов.

После того, как двух Амерлин из Красной Айя — Тетсуан и Бонвин — лишили палантина и жезла за действия, приведшие Айз Седай на грань гибели, Амерлин из Красной Айя больше не выбирались — вплоть до прихода к власти в 999 г. Н. Э. Элайды до Аврини а`Ройхан. После того, как Бонвин на Престоле сменила Диане Ариман из Голубой Айя, Красные и Голубые не ладят между собой.

Глава Красной Айя — Высшая (англ. the Highest).

### Зелёная Айя
Считается боевой Айя. Зелёные сёстры готовятся к Тармон Гай’Дон, так как Три Клятвы Айз Седай не запрещают убивать порождений тьмы. Эти Айз Седай наиболее толерантны к мужчинам, многие из них замужем и имеют сразу несколько Стражей, допускается полиандрия. В течение Троллоковых Войн дополнительный Страж давал Зелёным весомую помощь в сражении.
 Глава Айя — Капитан-Генерал (англ. Captain-General).

### Серая Айя
Серые сёстры являются посредниками в поисках согласия и консенсуса. Они, как правило, наиболее опытные дипломаты среди Айз Седай, их часто привлекают для ведения переговоров. Многие Серые также являются советниками правителей разных стран. Глава Серой Айя — Заведующая Канцелярией (англ. the Head Clerk).

### Коричневая Айя
Коричневые сёстры посвятили свою жизнь поиску и сохранению знаний. Большую часть времени они проводят в исследованиях. Коричневые отвечают за приобретение и сохранение обширного собрания книг и свитков. Многие из экспонатов библиотеки Башни, а также новые Таланты, были обнаружены именно представителями данной Айя. Глава Коричневой Айя — Главный Библиотекарь (англ. the Head Librarian).

### Жёлтая Айя
Желтые сёстры посвятили себя изучению методов и способов Исцеления. Женщину, не имеющую должного Таланта, в Жёлтую Айя не примут, именно поэтому представительницы данной Айя считаются лучшими целительницами. Сеть «глаз-и-ушей» Жёлтых самая слабая и незначительная, так как нельзя узнать о Исцелении у того, кто неспособен направлять Силу.
 Глава Жёлтой Айя — Первая Ткачиха (англ. the First Weaver).

### Голубая Айя
Она является наиболее влиятельной из всех Айя, хотя и малочислена. Начиная со времён Артура Ястребиное Крыло, из Голубой Айя было возвышено больше всего Амерлин. Голубые Сёстры занимаются политикой и правосудием. Несмотря на то, что Голубая Айя вторая наименьшая Айя, она имеет самую разветвлённую сеть шпионов и наблюдателей среди всех Айя. Искушенные в государственных интригах Голубые весьма способные администраторы.

При Элайде до Аврини a’Ройхан эта Айя была расформирована. Восстановлена в 1000 г. Н. Э. Эгвейн ал`Вир.
Глава Голубой Айя — Первая Отбирающая (англ. the First Selector)

### Белая Айя
Белые сёстры посвятили свою жизнь изучению логики, а также вопросам философии и истины. Они первыми установили связь между укрощением способных направлять мужчин и сокращением числа направляющих женщин, а также общим уменьшением их силы. Белые предложили Башне, чтобы этим мужчинам разрешили иметь потомство с Айз Седай. Это предложение было категорически отвергнуто Советом Башни.
Глава Белой Айя — Первая Рассуждающая (англ. the First Reasoner).

### Чёрная Айя
Это тайная Айя, в состав которой входят представительницы всех Айя, отрекшиеся от Трёх Клятв для того, чтобы служить Темному. Долгое время её существование всеми отрицалось и считалось мифом. Правда стала известна только после того, как Восседающие раскрыли Чёрную сестру. Чёрная Айя состоит из, так называемых, сердец — группы из трёх женщин, каждая из которых знает ещё одну сестру из другого сердца. Айя управляется главой, которой известны имена всех Чёрных сестер, и Верховным Советом.

## Обучение
Айз Седай может стать любая девушка вне зависимости от своего происхождения. Любая женщина, прибывшая в Белую Башню может учиться, но не каждая обладает нужным потенциалом, чтобы стать полноправной Айз Седай. Их обучают быть осторожными по отношению к себе и окружающим, а затем они покидают Башню.

### Послушница
Это первая ступень на пути к становлению Айз Седай. Правила и дисциплина для них очень строги. На этом этапе девочки, обладающие искрой, проходят курс обучения, предназначенный для укрепления их ума и тела. Они изучают, как правильно использовать свой дар, а также последствия его неправильного применения. Обычно Послушнице требуется от пяти до десяти лет, для того, чтобы перейти на следующую ступень и стать Принятой.

На этом этапе обучения Послушницам запрещается «обнимать Источник» без присмотра и руководства Айз Седай или Принятых. Отличительным знаком Послушниц является белая одежда.

### Принятая
Звание, которое получает Послушница после прохождения испытания. В редких случаях, дичкам (англ. wilders) (женщинам, которые учились направлять самостоятельно), в зависимости от их навыков и зрелости, разрешают возвыситься сразу до Принятой.
Кандидатка в Принятые должна пройти через тер'ангриал, проверяющий человека на стойкость. Каждой Послушнице позволено дважды отказаться от испытания, но после третьего отказа войти в тер'ангриал, или же после отказа закончить уже начатое испытание, она навсегда изгоняется из Белой Башни. Если Послушница успешно справилась с испытанием, ей вручают кольцо в виде Великого Змея, а простое белое платье заменяется на такое же с семью узкими цветными полосами понизу и на манжетах. Она обязана носить кольцо на третьем пальце правой руки. Принятым разрешается «обнимать Источник» без присутствия Айз Седай. Они занимаются по собственной программе, а также сами обучают Послушниц.
Обычно Принятой требуется много лет, иногда десятилетия, чтобы подняться до уровня Айз Седай. Кандидатка в Айз Седай должна продемонстрировать способность направлять, используя все пять природных сил — Дух, Воздух, Огонь, Землю и Воду, и сохранять спокойствие в «чрезвычайных ситуациях». Если испытание прошло успешно, женщина приносит Три Клятвы на Клятвенном Жезле и объявляет, какую Айю она выбрала. После этого Айз Седай получает шаль цвета своей Айя и может носить кольцо Великого Змея на любом пальце или снять его с руки.

## Три Клятвы
Перед принятием шали Айз Седай приносят клятвы на Клятвенном Жезле — тер'ангриале, оставшемся со времен Эпохи Легенд:
1. Не говорить слов, не соответствующих действительности (клятва не защищает от случаев, когда Айз Седай не знает о том, что говорит ложь).
2. Не создавать никакого оружия для убийства человека.
3. Никогда не использовать Единую Силу как оружие, кроме как против Отродий тьмы и Друзей Тени, или в качестве крайнего средства для защиты собственной жизни, жизни своего Стража или жизни другой Айз Седай.

Сёстры физически не могут нарушить клятву, но её можно обойти, например, сознательно подвергнув свою жизнь опасности или произнести речь, вводящую в заблуждение. От Клятв можно избавиться с помощью того же Жезла, при этом Айз Седай испытывает болезненные ощущения. Было установлено, что принесение Клятв сокращает жизнь практически вдвое — женщины, покинувшие Башню и не успевшие принести Три Клятвы, живут намного дольше Айз Седай.

## Таланты
У большинства Айз Седай есть какой-либо Талант — способность в использовании Единой Силы. Таланты проявляются в определенных областях как у женщин, так и у способных направлять мужчин, и они не зависят от уровня индивидуальной способности направлять. Некоторые Таланты не связаны с Единой Силой.
Список упоминавшихся в романе Талантов:
- Исцеление — наиболее известный и самый распространённый Талант. Сильнейшие и искуснейшие целители: Самитзу Тамагова (Жёлтая Айя), Найнив ал'Мира (Жёлтая Айя), Дамер Флинн (Аша'ман), Семираг (Отрёкшаяся).
- Танец Облаков — управление погодой.
- Песня земли — управление движением земных пластов.
- Искательство — способность определять местонахождение руд. Данным Талантом владеет Эгвейн ал'Вир.
- Сновидение — способность видеть во сне будущее в виде образов. Этот Талант не связан со способностью направлять. Среди Айз Седай считается давно утраченным. Последней Сновидицей Башни была Корианин Недеал. Как выяснилось, этот Талант, как и Хождение по снам, распространен среди Хранительниц Мудрости Айил. Обладатели данного Таланта: Эгвейн ал'Вир, Эмис и Мелэйн (Хранительницы Мудрости), Перрин Айбара.
- Хождение по снам — способность входить в Тел'аран'риод (Мир Снов), не прибегая к помощи тер'ангриалов. Этот Талант не связан со способностью направлять. Некоторые Сновидицы могут быть Ходящими по снам. Данным Талантом владеют: Эгвейн ал'Вир, Бэйр (Хранительница Мудрости), Перрин Айбара, Месаана и Ланфир (Отрёкшиеся), Изам-Люк (Губитель).
- Предвидение — способность предсказывать какие-либо события. Обладатели данного Таланта: Элайда до Аврини а`Ройхан, Николь (Принятая).
- Перемещение — способность перемещаться из одного места в другое, без необходимости пересекать большие расстояния. Это плетение было утеряно при Разломе Мира. Вновь открыто Рандом ал’Тором (мужской вариант) и Эгвейн ал'Вир (женский вариант). Хотя этим плетением может воспользоваться любой ченнелер, но настоящим Талантом в этой области обладает Андрол (Аша'ман).
- Способность видеть судьбы людей в виде образов и символов. Этот Талант не связан с Единой Силой. Им обладает Мин Фаршав.
- Способность распознавать та'верена или видеть изменения, которые он вызывает в Узоре. Обладатели данного Таланта: Суан Санчей, Элайда до Аврини а`Ройхан и Логайн Аблар (Аша'ман).
- Способность определять назначение тер'ангриалов. Данным талантом обладает Авиенда (Хранительница Мудрости).

## Наказания
Послушницы и Принятые, заработавшие наказание от Айз Седай, отправляются для порки к Наставнице Послушниц. В редких случаях, к ней за воспитанием обращаются и сами Айз Седай. Если Послушница или Принятая назвалась Айз Седай, её жёстко накажет та Айя, к которой она себя причислила.
Провинившуюся Айз Седай могут отправить в ссылку на ферму, где ей придётся выполнять работу, не используя Единую Силу. При Элайде до Аврини а`Ройхан за неповиновение одну из Жёлтых сестёр лишили шали и понизили до Послушницы.
Айз Седай, серьёзно нарушившие правила, подвергаются «усмирению»: они лишаются возможности направлять Силу. Разжалованные Айз Седай выполняют разную унизительную работу (так, бывшие Амерлин Тетсуан и Бонвин стали посудомойками). Обычно «усмиренные» Айз Седай долго не живут: потеря возможности направлять невыносима как морально, так и физически.
После того, как Найнив ал'Мира нашла способ исцелять усмирение, Эгвейн ал'Вир пришлось отказаться от этого вида наказания, и всех обнаруженных Чёрных сестер казнили.

## Стражи
Как только женщина становится Айз Седай, она может выбрать себе Стража. Ими всегда являлись мужчины, пока Илэйн Траканд не связала с собой Бергитте Трагелион, сделав её первой в истории женщиной-Стражем. Без добровольного согласия Айз Седай не имеет права связать человека Узами — это считается преступлением. Известны случаи, когда сестры преступали закон — Аланна Мосвани так связала Узами Ранда ал’Тора, а Певара Тазановни — Аша'мана Андрола).
Стражи полностью лояльны своим Айз Седай. Сестра и её Страж могут чувствовать физическое, психическое и эмоциональное состояние друг друга, а также определять местоположение друг друга, какое бы расстояние их не разделяло. В случае смерти Стража, Айз Седай испытывает эмоциональный шок. Если же умирает Айз Седай, Страж теряет желание жить и начинает сознательно искать смерти.
Каждая Айя по-разному относятся к Стражам. Красные сестры считают, они им не нужны. Зеленые заводят столько, сколько пожелают, и нередко выходят за них замуж. Для Коричневых сестер Страж является больше помощником, чем защитником.
По словам самого Роберта Джордана, он разработал в деталях персональные истории всех Айз Седай, упомянутых в книгах серии и составил отдельный перечень «всех Айз Седай, живых и умерших а также каждой послушницы и Принятой с описанием внешности каждой, датой рождения и поступления в Белую Башню, промежутка времени, которое она провела в качестве послушницы и Принятой, чертами характера и многим другим». Ряд деталей автор планировал использовать в следующих романах, оставшихся ненаписанными.